# Ash Shahil (huyện)
Huyện Ash Shahil là một huyện thuộc tỉnh Hajjah, Yemen. Đến thời điểm năm 2003, huyện này có dân số 32548 người